# Shōō (Okayama)
Shōō (勝央町 Shōō-chō?) es un pueblo localizado en la prefectura de Okayama, Japón. En junio de 2019 tenía una población estimada de 10.960 habitantes y una densidad de población de 203 personas por km². Su área total es de 54,05 km².

## Geografía

### Localidades circundantes
- Prefectura de Okayama
  - Tsuyama
  - Mimasaka
  - Nagi
  - Misaki

## Demografía
Según los datos del censo japonés, esta es la población de Shōō en los últimos años.
| Año del censo | Población |
| ------------- | --------- |
| 1995          | 11.669    |
| 2000          | 11.428    |
| 2005          | 11.263    |
| 2010          | 11.195    |
| 2015          | 11.125    |